# 卡特米爾·巴拉戈夫
卡特米爾·阿圖羅維奇·巴拉戈夫（俄語：Кантеми́р Арту́рович Бала́гов，1991年7月28日—）是一名俄羅斯男導演、編劇和攝影指導，以執導作《親密不親密》（2017年）和《裂愛》（2019年）聞名。

## 早期生活
卡特米爾·巴拉戈夫出生於卡巴爾達-巴爾卡爾納爾奇克一個與電影無關的家庭，擁有切爾克西亞人。他的母親是化學和生物學老師，她在當地學校擔任班主任，而父親是當地企業家。
從小開始，巴拉戈夫觀看了許多主流電影，並在18歲時開始創作自己的小型影片。然後，他與納爾奇克的朋友一起拍攝了一部網路影集，每集10分鐘。他最初沒有打算追求事業作為一個電影人，但決定申請位於亚历山大·索科洛夫持有的納爾奇克卡巴爾達-巴爾幹州立大學的影院工作室。巴拉戈夫錯過了升入大學的最後期限，但仍寫信給索科洛夫，要求考慮他的申請。最終他以三年級學生的身份被接受。結果，他從索科洛夫的創意工作室的課程中畢業。在學習期間，他拍了幾部小說和紀錄片；他的一些短片曾在第67屆洛迦诺电影节上放映。
2017年，巴拉戈夫首次在第70屆坎城影展的「一種注目」單元以長片《親密不親密》的導演身份出道，並獲得了國際影評人協會獎。2017年，他被俄羅斯的《GQ》授予年度發現類獎。
2019年在第72屆坎城影展的「一種注目」單元中，他憑藉《裂愛》獲得坎城影展最佳導演獎和費比西國際影評人獎。《裂愛》代表俄羅斯參加第92屆奧斯卡金像獎的最佳國際影片獎競選，但最終未能入圍。
2021年1月，據報導，巴拉戈夫有望執導《最後生還者》改編影集的試播集。

## 外部連結
- 卡特米爾·巴拉戈夫在互联网电影资料库（IMDb）上的資料（英文）
- Балагову 27, а он снова на Каннском фестивале （页面存档备份，存于）